# مهدی بامداد
مهدی بامداد (زاده ۱۲۷۶ خورشیدی در مشهد – درگذشته ۱۵ مهر ۱۳۵۲ خورشیدی در تهران)، مورخ، محقق، نویسنده و رجال‌شناس برجسته ایرانی در دوران معاصر و از پیشگامان رجال‌نویسی به شیوه نوین در ایران بود. وی در اصل کارمند دولت بود و حدود چهل سال از زندگی خود را در مشاغل گوناگون اداری و دولتی گذرانید و در دوران نخست‌وزیری ابراهیم حکیمی برای مدتی به مقام معاونت نخست‌وزیر نیز، دست یافت.
اثر مشهور وی، شرح حال رجال ایران در قرن ۱۲ و ۱۳ و ۱۴ هجری، اثری کم‌نظیر و منحصربفرد در عرصهٔ معرفی و شناخت رجال ایرانی در قرون اخیر محسوب می‌شود و در شش جلد، از سال ۱۳۴۷ خورشیدی به بعد، چند نوبت به چاپ رسیده‌است.

## زندگی‌نامه
مهدی بامداد در سال ۱۲۷۶ خورشیدی در شهر مشهد متولد شد. پدرش رفیع، معروف به رفیع الممالک خراسانی، از رجال خراسان و برادر بزرگش، محمدعلی بامداد، از ادبا و افاضل ایران محسوب می‌شدند. به اقتضای وضعیت خانوادگی و همچون برادر بزرگش به تحصیلات قدیمی روی آورد و پس از تحصیل مقدمات، سطوح را نیز، نزد علما و استادان خراسان گذرانید. وی در عین حال از تحصیل علوم جدید نیز غافل نماند و ضمن تلاش برای یادگیری زبان‌های خارجی، به زبان فرانسه تسلط یافت.
وی پس از مهاجرت به تهران جذب ادارات دولتی شد، و طی حدود چهل سال خدمت در مشاغل دولتی، در این مسیر به مدارج عالی رسید، از جمله در سال ۱۳۲۲ خورشیدی، و در دوران نخست‌وزیری علی سهیلی و به پیشنهاد او، به همراه حسین مکی، به عضویت کمیسیون بازرسی انتخاب گردید و جهت بازرسی از برخی وزارتخانه‌ها همچون وزارت کشاورزی و وزارت پیشه و هنر، مأموریت یافت. وی همچنین از آبانماه ۱۳۲۴ خورشیدی تا بهمن ماه همان سال، در دولت ابراهیم حکیمی (حکیم الملک) معاونت نخست‌وزیر را نیز بر عهده داشت. وی از دوستان نزدیک ابراهیم حکیمی بود و حتی در سال‌های بعد، و تا زمانی که حکیمی زنده و فعال بود، در کارهای مختلف حکیمی، به وی کمک می‌کرد.
بامداد علاوه بر ابراهیم حکیمی با برخی دیگر از رجال سیاسی همچون سیدحسن تقی‌زاده، نجم الممالک و اعلم الدوله ثقفی مناسبات نزدیک شخصی و دوستانه داشت، و همین موضوع در کنار علاقه و اشتیاق او، برای کسب اطلاع از احوال رجال ایران، موجب شد که در این ارتباط، اطلاعات فروانی بیندوزد که این اطلاعات بعدها در تألیف اثر بزرگ او، شرح حال رجال ایران در قرن ۱۲ و ۱۳ و ۱۴ هجری، بسیار به کارش آمد.
مهدی بامداد همانند بسیاری دیگر از روشنفکران و نویسندگان و تحصیلکردگان ایرانی، که در دورانی از تاریخ ایران به سمت عقاید چپگرایانه تمایل داشتند، به ایدئولوژی چپ گرایش داشت و نام او در میان فهرست اسامی نویسندگان و تاریخ‌نگاران متمایل به حزب توده ایران به چشم می‌خورد.
وی در سفرنامه‌نویسی نیز، ید طولائی داشت و از جمله وقایع و ماجراهای سیاحت و دنیاگردی خویش در ۲۳ کشور مختلف اروپائی و آفریقائی را طی سفرنامه یا سیاحتنامه مفصلی تحریر کرده بود، که متأسفانه تاکنون به چاپ نرسیده‌است. او همچنین در طی یک سفر چند ماهه به مشرق ایران، به بررسی جوامع محلی در این نواحی و مقایسهٔ نام جاهای موجود در شاهنامه و آثار جغرافیایی قدیم با شکلهای امروزی آن در این مناطق پرداخت و نتیجه و دستاورد این مسافرت خود را، در کتابی موسوم به آثار تاریخی کلات و سرخس گردآوری نمود که این اثر وی، توسط انجمن آثار ملی ایران، و در سال‌های ۱۳۳۳ و ۱۳۴۴ خورشیدی چاپ و منتشر گردید.
اما بدون شک، اثر اصلی و مهم او، همان کتاب بزرگ و شش جلدی شرح حال رجال ایران است که انتشار آن از سال ۱۳۴۷ خورشیدی آغاز و در سال ۱۳۵۲ خورشیدی و به دلیل درگذشت وی، خاتمه یافت.
وی سرانجام در سال ۱۳۵۲ خورشیدی و پس از یک دورهٔ طولانی و چند سالهٔ بیماری درگذشت و در گورستان امامزاده عبدالله شهرری به خاک سپرده شد.

## تألیف شرح حال رجال ایران
- مقاله اصلی: شرح حال رجال ایران در قرن ۱۲ و ۱۳ و ۱۴ هجری (کتاب)

مهدی بامداد درطی سالیان مدید اشتغال به امور دولتی و بر اثر حشر و نشر و معاشرت طولانی با رجال و خانواده‌های قدیمی ایرانی، به اطلاع از احوال رجال ایران علاقه‌مند شد و ضمن مطالعه و کاوش در منابع گوناگون تاریخی و مصاحبه و گفتگو با بزرگان و افراد مطلع، اطلاعات و یادداشت‌های فراوانی در این ارتباط جمع‌آوری نمود. قصد اصلی وی آن بود که نسبت به انتشار تمامی این یادداشت‌ها و اطلاعات در ده جلد اقدام کند و اثری عظیم فراهم آورد، اما بنابه تصریح خود او در مقدمه این کتاب، به دلیل کسالت ناگهانی و التزام به بستر، امکان چنین کاری برای او فراهم نشد و وی به ناچار تلخیصی از مجموع یادداشت‌های خود را، در شش جلد و طی سال‌های ۱۳۴۷ تا ۱۳۵۲ خورشیدی منتشر نمود.
این اثر که مشهورترین و شاخص‌ترین اثر مهدی بامداد محسوب می‌شود و عمدهٔ شهرت امروزی او، به سبب تألیف همین کتاب می‌باشد، یک دائرةالمعارف نسبتاً بزرگ در شناساندن تاریخ رجال ایران در سه قرن اخیر بوده و از مراجع بسیار مهم برای محققان و تاریخ‌نگاران و دانش پژوهان این عرصه به‌شمار می‌رود. بامداد که با پشتکار، مطالعه و تحقیق چند ساله و بر اثر معاشرت طولانی با خانواده‌های رجال سیاسی ایران، موفق به تألیف چنین اثری شده‌است، در نگارش این اثر از منابعی همچون خاطرات و خطرات اثر مخبرالسلطنه هدایت، یادداشت‌های روزانه اعتمادالسلطنه و سایر آثار وی، کتابهای خان ملک ساسانی، دورهٔ مجلات و نشریاتی همچون مجله یادگار، یغما و… کتاب ایران و مسئله ایران، اثرِ لرد کرزن و منابع متعدد دیگر، بهره برده‌است.

## آثار
آثار منشر شده:
- شرح حال رجال ایران در قرن ۱۲ و ۱۳ و ۱۴ هجری (شش جلد)
- آثار تاریخی کلات و سرخس

آثار منتشر نشده:
- خاطرات من
- چهل سال کارمند دولت
- سیاحت ۲۳ مملکت یا سفرنامهٔ اروپا و آفریقا
- شرح حال رجال معاصر